# Гризлов Борис В'ячеславович
Бори́с В'ячесла́вович Гризло́в (нар. 15 грудня 1950, Владивосток, Приморський край, РРФСР) — російський державний і політичний діяч. Голова Вищої ради партії «Єдина Росія» з 2002 року. В минулому — міністр внутрішніх справ РФ (2001—2003). Голова Державної думи РФ четвертого і п'ятого скликань (2003—2011). Постійний член Ради безпеки РФ (грудень 2011  — квітень 2016). Посол Росії в Республіці Білорусь (з 14 січня 2022).

## Батьки
Батько — В'ячеслав Гризлов. Під час Другої Світової війни був військовим льотчиком на Далекому Сході, пізніше працював у системі Міноборони. Мати — вчителька.

## З життєпису
Народився 15 грудня 1950 року у Владивостоці. Через чотири роки після народження Бориса його сім'я переїхала до Ленінграду, де той закінчив політехнічну школу № 211 із золотою медаллю. 1973 року — закінчив Ленінградський електротехнічний інститут зв'язку ім. М. А. Бонч-Бруєвича (ЛЕІЗ) за фахом «радіоінженер», диплом «Наземний передавач лінії зв'язку ШСЗ (штучний супутник Землі)». Член комсомолу, комісар будівельного загону.
У студентські роки знявся у фільмі «Земля Санникова», зіграв в одному з епізодів — сидів за столиком в кафе, де проходила зустріч головних героїв.
За розподілом потрапив до науково-виробничого об'єднання ім. Комінтерну, в НДІ радіобудови, де займався розробкою космічних систем зв'язку. 1977 року почав працювати в ленінградському виробничому об'єднанні «Електронприлад». 1985 року обраний до профспілкового комітету.
1996 —1999 — працював у сфері вищої освіти. За його ініціативою створено «Інститут прискореного навчання керівних працівників» і «Центральний інститут працівників міського господарства». Очолював навчально-методичний центр нових технологій навчання «Балтійського державного технічного університету ім. Устинова».
1998 — балотувався в Законодавчі збори Санкт-Петербурга, але не пройшов. З осені 1999 року керував штабом одного з кандидатів в губернатори Ленінградської області Віктора Зубкова. Цього ж року очолив виборчий штаб партії «Єдність» у Санкт-Петербурзі (на підтримку незалежних кандидатів). Очолив Міжрегіональний фонд ділової співпраці «Розвиток регіонів».
У грудні 1999 року вибраний депутатом Держдуми РФ за від «Єдності». 12 січня 2000 року обраний керівником фракції «Єдність» в Держдумі. З травня — представник Думи у зв'язках з країнами «великої сімки».
З 28 березня 2001 — міністр внутрішніх справ РФ. Прославився справою «перевертнів в погонах» — розслідуванням злочинів офіцерів міліції, що фабрикували справи і вимагали гроші. Словосполучення Гризлова «перевертні в погонах» стало крилатою фразою.
У листопаді 2002 року Вища рада «Єдиної Росії» обрала його на посаду голови партії.
24 грудня 2003 — подав заяву про відставку з посади голови МВС РФ у зв'язку з обранням 7 грудня депутатом Держдуми IV скликання. Очолив думську фракцію «Єдина Росія» і став Головою держдуми РФ. 24 грудня 2007 року обраний головою Державної думи V скликання.
Повноважний представник РФ в контактній групі із «врегулювання» Російсько-української війни з 26 грудня 2015 року до 2020 року.
11 січня 2016 — прибув до Києва як представник Росії у Тристоронній контактній групі щодо врегулювання Російської збройної агресії на сході України. Олег Соскін розцінив це як антиконституційний переворот.
12 квітня 2016 року указом президента Росії Володимира Путіна Гризлова виключено зі складу Ради Безпеки РФ.
У грудні 2016 року обраний головою ради директорів корпорації «Тактичне ракетне озброєння».
20 березня 2017 року очолив опікунську раду Експертного інституту соціальних досліджень.
14 січня 2022 року призначений надзвичайним та повноважним послом Російської Федерації в Білорусі.

### Сім'я і приватне життя
- Батько — Вячеслав Гризлов. Під час Другої світової війни був військовим льотчиком на Дальньому Сході, пізніше працював в Міністерстві оборони СРСР.
- мати — вчителька.
- дружина — Ада Вікторівна. Закінчила ЛЕІЗ. Проректор «Інституту прискореного навчання керівних працівників» в Санкт-Петербурзі.
- син — Дмитро, 1979 року народження.
- дочка Євгенія, 1980 року народження.

Кандидат політичних наук. Захоплюється спортом, має спортивні розряди з шахів, стрільби, тенісу.

### Дохід
Офіційно задекларований дохід Бориса Гризлова за 2009 рік становив 16 млн рублів.

### Нагороди та звання
- Орден «За заслуги перед Батьківщиною» I ступеня (15 грудня 2020 р.) — за видатні заслуги у зміцненні російської державності та реалізації зовнішньополітичного курсу Російської Федерації, значний внесок у розвиток оборонно-промислового комплексу країни та багаторічну сумлінну роботу.[6]
- Орден «За заслуги перед Батьківщиною» ІІ ступеня (15 грудня 2005 р.) — за видатний внесок у зміцнення російської державності, розвиток парламентаризму та багаторічну сумлінну роботу.[7]
- Орден «За заслуги перед Батьківщиною» III ступеня (21 травня 2008 р.) — за заслуги у законотворчій діяльності, зміцненні та розвитку російської державності.[8]
- Орден Олександра Невського (15 грудня 2010) — за особливі особисті заслуги перед Батьківщиною у справі державного будівництва та зміцнення міжнародного авторитету Росії.[9]
- Орден Пошани (20 грудня 2000) — за активну законотворчу та громадську діяльність.[10]
- Орден «Достик» І ступеня (Казахстан).
- Орден Пошани (Придністров'я, 5 вересня 2006) — за особистий внесок у розвиток та зміцнення дружби та співпраці між Російською Федерацією та Придністровською Молдавською Республікою, активну діяльність у галузі захисту прав та інтересів співвітчизників та у зв'язку з 16-ми роковинами з дня утворення Придністровської Молдавської Республіки.[11]
- Подяка Президента Російської Федерації (28 грудня 2006) — за заслуги в підготовці та проведенні зустрічі глав держав та урядів країн — членів «Групи восьми» у місті Санкт-Петербурзі.[12]
- Почесна грамота Уряду Російської Федерації (15 грудня 2005) — за заслуги перед державою та багаторічну сумлінну працю.[13]
- Медаль Столипіна П. А. II ступеня (15 грудня 2011 р.) — за заслуги у зміцненні російської державності, розвитку парламентаризму та багаторічну сумлінну роботу.[14]
- Звання «Почесний громадянин міста Владивостока» (29 червня 2006 року).[15]
- Почесний доктор Російсько-Таджицького (Слов'янського) університету.
- Кандидат політичних наук.

22 листопада 2024 року позбавлений державних нагород України та інших форм відзначення згідно Указу Президента.